# Astérix et Obélix : Au service de Sa Majesté
Pour les articles homonymes, voir Au service de Sa Majesté.
Cet article possède un paronyme, voir Au service secret de Sa Majesté.
Série Astérix et Obélix
Astérix aux Jeux olympiques
(2008) Astérix et Obélix : L'Empire du Milieu
(2023)
Pour plus de détails, voir Fiche technique et Distribution.
Astérix et Obélix : Au service de Sa Majesté est un film multi-nationalité réalisé par Laurent Tirard, sorti en 2012.
Il s'agit de la quatrième adaptation cinématographique (dessins animés exclus) des aventures d'Astérix, après Astérix et Obélix contre César, Astérix et Obélix : Mission Cléopâtre et Astérix aux Jeux olympiques. Le film est disponible en 3D et mélange deux albums Astérix chez les Bretons et Astérix et les Normands.

## Synopsis
Vers 50 av. J.-C., Jules César lance une offensive contre la Bretagne et l’emporte facilement en attaquant, chaque jour, à dix-sept heures précises. La reine Cordelia se réfugie dans un petit village, assiégé par les Romains, avec tous les hommes libres de l’île. Voyant que la situation devient critique, elle envoie Jolitorax en Gaule, chercher un tonneau de potion magique, l’« arme secrète » qui permet au village d’Astérix et Obélix de tenir face à l’armée romaine. Au village, justement, les deux guerriers gaulois sont chargés de faire du neveu d’Abraracourcix, Goudurix, un homme. Mais celui-ci, caricature du jeune Français, considère qu’« être un homme » ne consiste pas nécessairement à se battre contre les Romains, faire la fête et « vivre à deux hommes avec un petit chien », mais plutôt à avoir une certaine sensibilité, se consacrer aux arts, vivre des aventures amoureuses… Malgré tout, en partant pour la Bretagne (pour escorter Jolitorax et le tonneau), ils forcent ce dernier à venir (en dépit d’Idéfix) et s’aperçoivent, au milieu de la Mare Britannicum, de la présence d'un passager clandestin, un « sans-papyrus » indien, Pindépis, qui a emporté une plante de son pays comme porte-chance.
En parallèle, César, pour mater le dernier village qui « résiste encore et toujours à l’envahisseur » songe à demander du renfort au Sénat, mais l’arrivée d’une délégation de contrôle des comptes dirigée par Lucius Fouinus l'amène plutôt à suivre l’idée de Mégacursus, un de ses conseillers, et à demander de l’aide aux Normands. Celui-ci part donc dans le Nord et convainc ces guerriers de venir aider César à battre les Bretons, qu’il présente comme le « peuple le plus peureux du monde » et qui pourront donc leur faire connaître la peur pour leur permettre de s’envoler, car « la peur donne des ailes ». Une fois arrivés en Bretagne, les quatre héros dînent dans une petite auberge, mais une gaffe d’Obélix les fait repérer par les Romains. Excédé, Astérix se dispute avec Obélix et annonce qu'il se lance à la recherche d’une compagne pour ne plus vivre avec son ami. Arrivés à Londinium, ils décident de cacher le tonneau de potion magique parmi des tonneaux de vin chez l’aubergiste Relax (Astérix en profite pour essayer maladroitement de séduire une cliente), mais César a la même idée et fait saisir tous les tonneaux. Pendant ce temps, les Gaulois se rendent chez la compagne de Jolitorax, Ophélia, et sa gouvernante, Miss Macintosh : Astérix et Goudurix tombent sous le charme d’Ophélia tandis qu’Obélix s’éprend de Miss Macintosh. Ils apprennent les règles de bienséance bretonne, notamment concernant les relations entre hommes et femmes, puis, prévenus par Relax des événements, les deux héros et le Breton retournent à Londinium, laissant Goudurix seul avec la charmante jeune femme.
À Londinium, ils retrouvent sans difficultés l’entrepôt où César stocke les tonneaux de vin saisis et retrouvent la potion magique, mais Obélix se fait une fois de plus remarquer en buvant un tonneau entier de vin, et par sa faute un voleur s’empare de nouveau de l’arme secrète, et Astérix est assommé et capturé. Il se réveille dans une geôle romaine, sans même sa gourde de potion, en compagnie de Pindépis et est convoqué par César, qui lui propose un marché simple : l’aider à conquérir le monde et à civiliser la Bretagne ou être torturé. Le moustachu choisit évidemment la seconde solution, mais est sauvé in extremis par Obélix en échange d’excuses. Cependant, pendant que Goudurix embrasse Ophélia lors d'une promenade, ils se font capturer par les Normands. Ophélia s’enfuit en prenant Tetdepiaf en otage, mais Goudurix reste prisonnier et tente en vain d’effrayer les guerriers. Avec l’aide de Miss Macintosh, Ophélia parvient à faire de la brute qu’elle a capturée un parfait gentilhomme, et, une fois rentrés, Astérix, Obélix et Jolitorax prennent la décision de favoriser l’évasion de Tetdepiaf pour le suivre. Ils retrouvent les Normands au moment où ceux-ci sont sur le point de jeter Goudurix du haut d'une falaise pour voir s’il arrive à voler ; mais, entendant leur ami parler de manière civilisée, puis voyant une Miss Macintosh furieuse arriver, les guerriers prennent peur, essayent de s’enfuir en volant, n’y parviennent pas et tombent à l’eau. Puis, alors qu’Obélix vit une idylle avec la gouvernante, Jolitorax provoque en duel Goudurix, mais Ophélia lui fait clairement comprendre qu'il doit lui prouver son amour autrement qu’en lui accordant de « rares et brèves entrevues » et que tuer son concurrent inexpérimenté aux armes serait un acte de lâcheté. Prenant au pied de la lettre le conseil de Goudurix de se « foutre à poil », Jolitorax se fait chasser. Mais la reine s’impatiente, et les héros doivent se hâter. Le Breton réussit tout de même à retrouver la piste du voleur de charrette et apprend que le tonneau a été confié à une équipe à un match de calebasse. Il se rend donc avec ses camarades au stade, où il récupère la potion aux dépens des Romains et Mégacursus, venus eux aussi. Mais lors de la fuite de ceux-là sur la Tamise, les Romains tuent indirectement le conseiller de César et parviennent à couler l’embarcation : tout espoir de fournir encore de la potion aux Bretons est désormais perdu, et Obélix, encore fâché contre Astérix, part retrouver Miss Macintosh.
Mais César, dépressif et mégalomane, relance une attaque violente contre le village. Astérix arrive à temps et prépare une infusion avec la plante de Pindépis en faisant croire qu’il s’agit de la potion. Les Bretons, menés par Goudurix, s’élancent pour affronter la légion romaine, qui est effrayée parce qu'elle croit les assiégés gavés de potion magique. S’apercevant tout de même qu’il s’agit d’un bluff, l’armée romaine s’élance vers le village… et se fait détruire par Obélix, qui, rongé par le remords, est revenu sauver ses amis en abandonnant sa compagne. César, sur une falaise, assiste à la débâcle et rentre à Rome en dictant à son biographe une fausse conclusion pour le chapitre sur l’invasion de la Bretagne. Finalement, Astérix, Obélix, Jolitorax, Goudurix et Pindépis sont décorés ; la reine, à qui Astérix a avoué que la potion était fausse, déclare l’infusion (que l’on appelle, dans le pays de Pindépis, le thé) boisson nationale ; Jolitorax déclare en public sa flamme à Ophélia et l’embrasse ; Miss Macintosh pardonne à Obélix de l’avoir laissée et le film se termine par un concert de bardes.

## Fiche technique
Sauf indication contraire, les informations mentionnées dans cette section peuvent être confirmées par la base de données cinématographiques IMDb,  présente dans la section « Liens externes ».

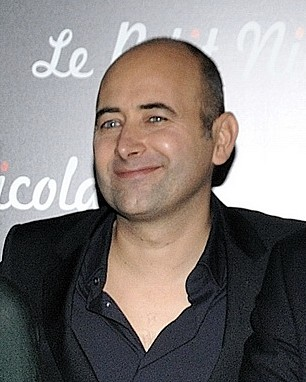
Laurent Tirard, réalisateur du film.

- Titre original : Astérix et Obélix : Au service de Sa Majesté[1]
- Titre international : Astérix and Obélix: God Save Britannia
- Réalisation : Laurent Tirard
- Scénario et adaptation : Laurent Tirard et Grégoire Vigneron, inspiré des bandes dessinées Astérix chez les Bretons et Astérix et les Normands de René Goscinny et d'Albert Uderzo
- Musique : Klaus Badelt
- Direction artistique : Zsuzsanna Borvendég, Martin Goulding, Lionel Mathis et Étienne Rohde
- Décors : Françoise Dupertuis
- Costumes : Pierre-Jean Larroque
- Photographie : Catherine Pujol et Denis Rouden
- Montage : Valérie Deseine
- Production : Olivier Delbosc et Marc Missonnier
  - Production exécutive : Emese Hunyadi
  - Production déléguée : Christine De Jekel
  - Production associée : James Flynn et Genevieve Lemal
  - Coproduction : Genevieve Lemal, Álvaro Longoria, Péter Miskolczi et Andrea Occhipinti
- Sociétés de production[2] :
  - France : Fidélité Films, en coproduction avec Saint Sébastien Froissart, France 2 Cinéma et France 3 Cinéma, en association avec Les Éditions Albert René, avec la participation de Orange Cinéma Séries et France Télévisions
  - Belgique : Scope Pictures, avec la participation de la Région de Bruxelles-Capitale et la Région wallonne
  - Slovaquie : Stunt Bros
  - Italie : en coproduction avec Lucky Red
  - Espagne : en coproduction avec Morena Films
  - Hongrie : en coproduction avec Cinetotal KFT
  - Allemagne : en association avec Wild Bunch
  - Royaume-Uni : en association avec Octagon Films
- Société de distribution :
  - France : Wild Bunch Distribution
  - Allemagne : Concorde Filmverleih
- Budget : 61 239 780 €[3]
- Pays de production :  France,  Belgique,  Italie,  Espagne,  Hongrie,  Allemagne,  Royaume-Uni,  Slovaquie
- Langue originale : français
- Format[4] : couleur - 35 mm | D-Cinema | DCP Digital Cinema Package - 2,35:1 (Cinémascope) - son Dolby Digital
- Genre : comédie, aventures
- Durée : 109 minutes[5]
- Dates de sortie[1] :
  - France : 6 octobre 2012 (Festival du film britannique de Dinard) ; 17 octobre 2012
  - Belgique, Suisse romande : 17 octobre 2012[6],[7]
  - Allemagne, Hongrie, Slovaquie : 18 octobre 2012
  - Espagne : 30 novembre 2012
  - Italie : 10 janvier 2013
  - Québec : 22 février 2013[8]
- Classification[9] :
  - France : tous publics (conseillé à partir de 8 ans)[10],[11]
  - Belgique : tous publics (Alle Leeftijden)[6]
  - Espagne : tous publics[12]
  - Italie : tous publics (T - film per tutti)[13]
  - Hongrie : Sans restriction ni exonération (KN - Korhatár Nélkül)[14]
  - Allemagne : tous publics (FSK 0)
  - Québec : tous publics (G - General Rating)[8]
  - Suisse romande : interdit aux moins de 7 ans[15]

## Distribution

### Gaulois
- Édouard Baer : Astérix
- Gérard Depardieu[16] : Obélix
- Vincent Lacoste : Goudurix
- Michel Duchaussoy : Abraracourcix
- Gaëlle Jeantet : Bonemine
- Laura Boujenah : la jeune Gauloise

### Bretons
- Guillaume Gallienne : Jolitorax
- Charlotte Le Bon : Ophélia
- Valérie Lemercier : Miss Macintosh
- Catherine Deneuve[17] : Cordélia, la reine de Bretagne
- Les Frères Taloche : les majordomes de la reine Cordélia
- Jean-Louis Barcelona : Ipipourax
- Alban Casterman et Anthony Paliotti : les sentinelles anglaises
- Dolores Chaplin : la Bretonne Relax
- BB Brunes : un groupe de bardes
- Loïc Blanco : un guerrier breton
- Bruno Paviot : Relax
- Elspeth Charlton, Christine Hooper et Diane Bonnot : les vieilles filles
- Olivier Magne : Altotax
- Vincent Moscato : Pilliébax
- Ginnie Watson : une Bretonne
- Jane Landrey : la parturiente
- Elizabeth Ingham : la sage-femme
- Michaël Vander-Meiren : le gardien
- Michel Crémadès : Facederax

### Romains
- Fabrice Luchini[16] : Jules César
- Christian Valsamidis : le sénateur
- Wilfred Benaïche : le bourreau
- Dirk Heinrichs : Romanus Brutus
- Florian Zapra : Centurion
- Alexandre Picot : Bathyscaf
- Olivier Foubert : Parasinus
- Jason Spillane : Romain
- Benjamin Guillard : Paminus
- Filippo Timi : le décurion patrouille
- Niccolò Senni : Mégacursus
- Jean Rochefort : Lucius Fouinus
- Vincent Nemeth et Patrick Ligardes : les généraux romains
- Joseph Braconnier : un légionnaire ivre
- Simon Astier, Rodolphe Pauly et Guillaume Viry : les légionnaires bataille
- Jean-Michel Lahmi et Bruno Hausler : les légionnaires immigration
- Gilles Gaston-Dreyfus : le centurion tonneaux
- Yves Jacques : le psy de César
- Stéphane De Groodt : le décurion du stade
- Gilian Petrovski : le biographe de César
- Luca Zingaretti : le général
- Neri Marcorè : le décurion patrouille
- Tristan Ulloa : Claudius Lapsus
- Javivi : le bourreau
- Christophe Vandevelde : le centurion Tonnerre
- Frédéric Amico : le laquais de César

### Normands
- Bouli Lanners : Olaf Grossebaf
- Dany Boon : Tetedepiaf
- Götz Otto : Yadutaf
- Yannik Mazzilli : Télégraf

### Pirates
- Gérard Jugnot : le capitaine Barbe-Rouge
- Jacques Herlin : Triple-Patte
- Christophe Denis : Baba, la vigie des pirates
- Christophe Meynet et Nader Boussandel : les pirates

### Indien
- Atmen Kelif : Pindépis

Sources : Allociné et sur le site officiel Astérix.com

Photos des acteurs principaux
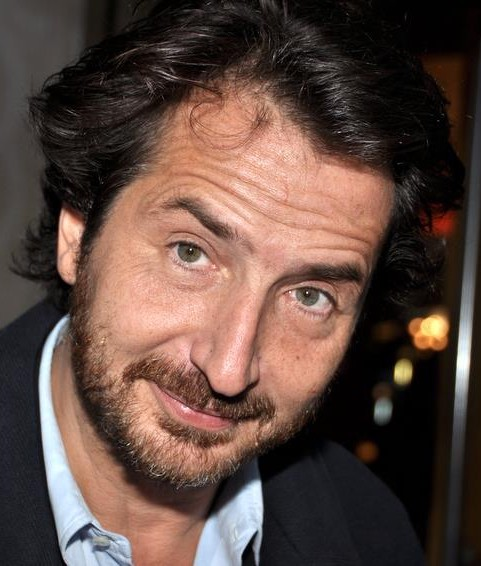
Édouard Baer interprète Astérix.
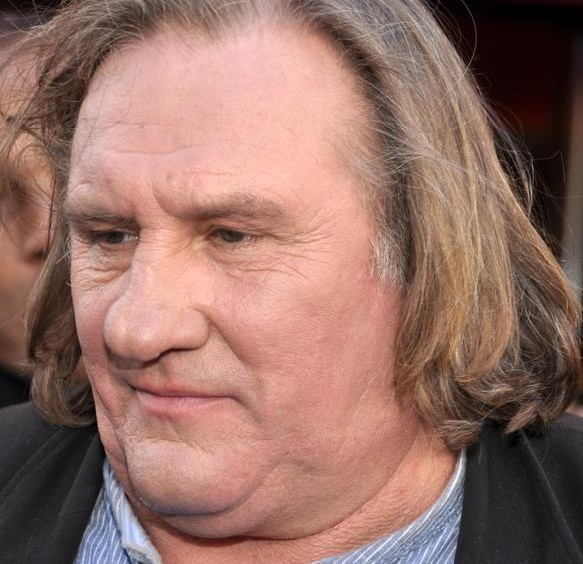
Gérard Depardieu interprète Obélix.
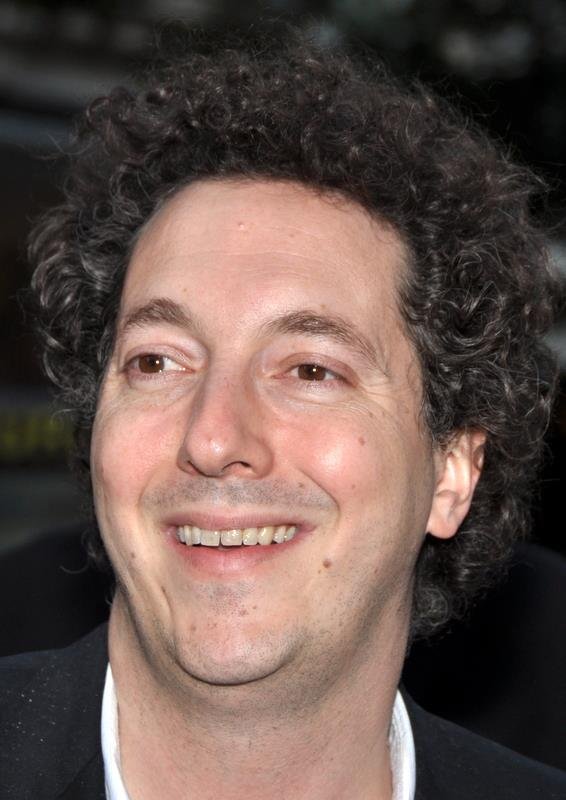
Guillaume Gallienne interprète Jolitorax.
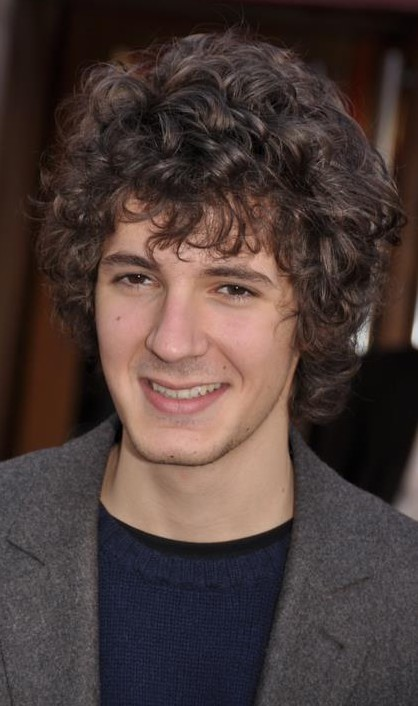
Vincent Lacoste interprète Goudurix.
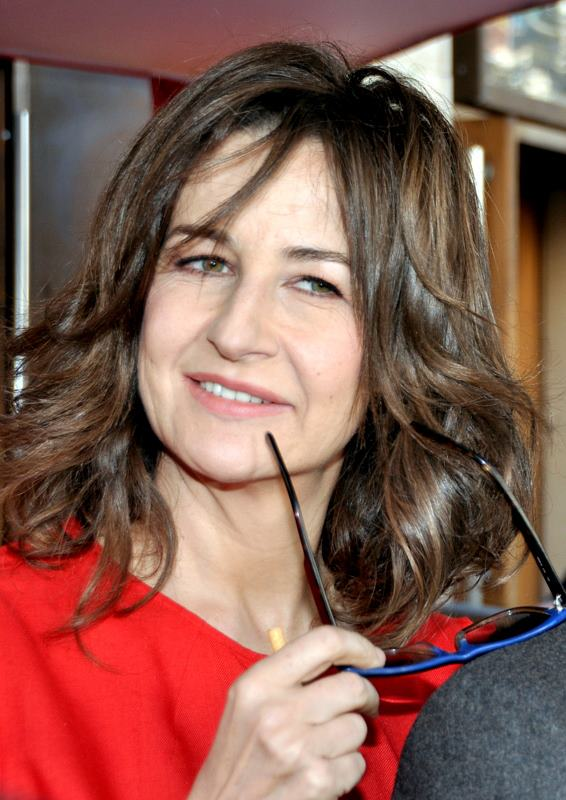
Valérie Lemercier interprète Miss Macintosh.
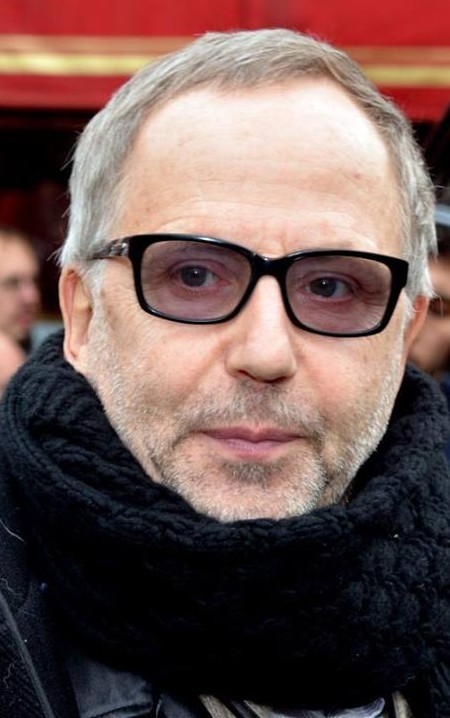
Fabrice Luchini interprète Jules César.
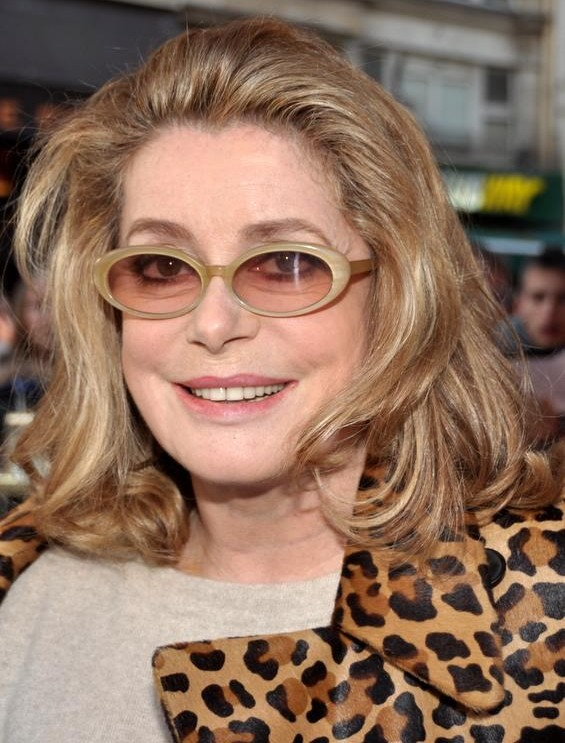
Catherine Deneuve interprète Cordélia, la reine de Bretagne.
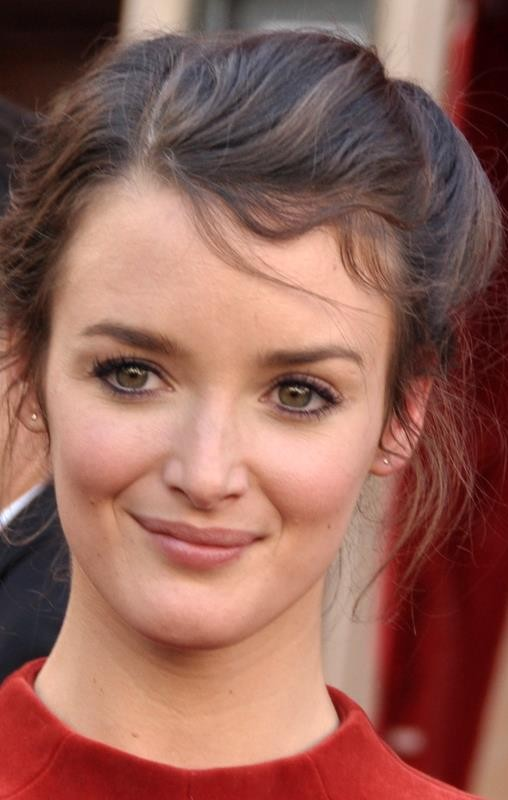
Charlotte Le Bon interprète Ophélia.
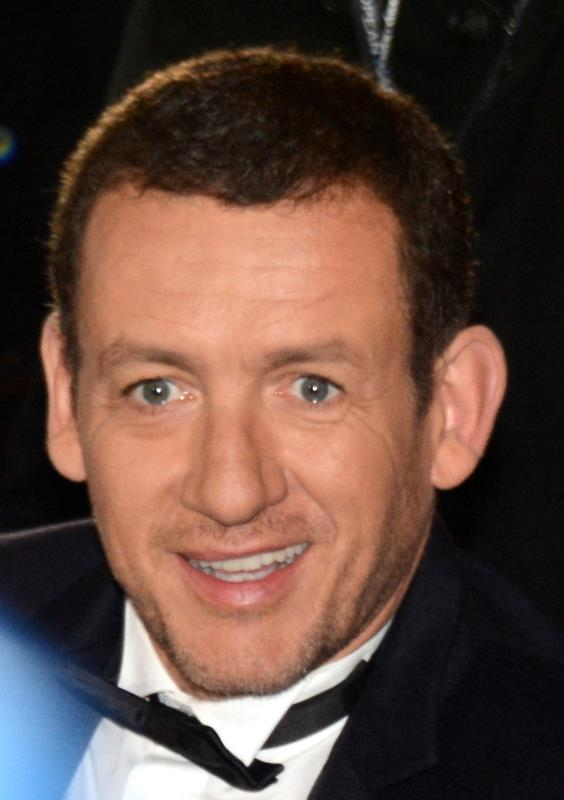
Dany Boon interprète Tetedepiaf.

## Production

### Développement et genèse
À l'origine, le producteur Thomas Langmann et sa société La Petite Reine voulaient adapter l'album Le Tour de Gaule d'Astérix avec Éric Toledano et Olivier Nakache à l'écriture et Christophe Barratier à la réalisation. Aussitôt, les producteurs Marc Missonnier et Olivier Delbosc avec la société Fidélité ont proposé d'adapter l'album Astérix chez les Bretons avec Laurent Tirard à la réalisation. Laurent Tirard avait déjà transposé au cinéma une œuvre de René Goscinny, Le Petit Nicolas, dont l'adaptation a convaincu tant Albert Uderzo qu'Anne Goscinny de lui confier la réalisation du quatrième opus d'Astérix en prise de vues réelles. Luc Besson a également été approché pour réaliser cet opus.
En février 2010, Thomas Langmann perd les droits d'adaptation. Marc Missonnier et Olivier Delbosc annoncent alors que Laurent Tirard réalisera bien le prochain film d'Astérix, toujours inspiré de l'album Astérix chez les Bretons.

### Attribution des rôles
Initialement, Gérard Depardieu et Clovis Cornillac ne pouvaient pas participer à ce quatrième film, étant liés par des contrats d'exclusivité à la société de production La Petite Reine et à son producteur Thomas Langmann. Plusieurs acteurs ont alors été approchés pour tenir le rôle d'Obélix, dont Kad Merad, Dany Boon, François-Xavier Demaison et Jean Reno. Dany Boon était le favori pour jouer ce rôle, mais il l'a refusé. Finalement, après la cérémonie des Césars, Gérard Depardieu annonce dans une interview pour Le Journal du dimanche qu'il reprendra son rôle, information ensuite confirmée par Fidélité Films. Dany Boon apparaît bien dans le film, mais dans le rôle, plus secondaire, du guerrier normand Tetedepiaf.
Deux acteurs ont d'abord été approchés pour tenir le rôle d'Astérix : Franck Dubosc et Lorànt Deutsch(respectivement, Assurancetourix dans Astérix aux Jeux Olympiques et Goudurix (doublage) dans Astérix et les Vikings). Édouard Baer est finalement choisi - il était déjà apparu dans une adaptation d'Astérix au cinéma, Astérix et Obélix : Mission Cléopâtre, dans laquelle il interprétait le rôle d'Otis le scribe. Il est le troisième acteur à tenir le rôle d'Astérix après Christian Clavier dans les deux premiers films et Clovis Cornillac dans le troisième. Fabrice Luchini est le quatrième acteur à incarner Jules César, après Gottfried John dans le premier, Alain Chabat dans le deuxième et Alain Delon dans le troisième. Michel Duchaussoy, reprend quant à lui le rôle d'Abraracourcix, après Michel Galabru dans le premier et Éric Thomas dans le troisième (il s'agit par ailleurs de sa dernière apparition cinématographique). De son côté, Gérard Jugnot remplace Bernard Farcy dans le rôle du pirate Barbe-Rouge, qui apparaissait dans Astérix et Obélix : Mission Cléopâtre. À noter d'ailleurs que si Gérard Jugnot apparaît ici dans un film Astérix, il aurait dû rejoindre cet univers bien plus tôt, devant initialement réaliser le troisième film qui aurait dû sortir en 2005, Astérix et Obélix en Hispanie ; mais ce projet n'avait pu aboutir en raison du refus d'Albert Uderzo. C'est à la suite de cette annulation que Thomas Langmann développa le projet d'Astérix aux Jeux olympiques. Autre pirate, Jacques Herlin remplace Michel Crémadès dans le rôle de Triple-Patte. Michel Crémadès incarne maintenant Facederax. Enfin, pour le troisième pirate principal, Christophe Denis remplace Mouss Diouf dans le rôle de Baba.
Yves Jacques a affirmé que Laurent Tirard lui avait proposé le rôle de Jolitorax, mais tient finalement celui du psy de César. Bouli Lanners, présent dans Astérix aux Jeux olympiques dans le rôle du grec Samagas, incarne cette fois le chef normand Grossebaf. Les personnages de Panoramix (mentionné par Abraracourcix), d'Assurancetourix (on voit sa maison), de Cétautomatix, d'Ordralfabétix (on voit sa maison où est inscrit son nom) et d'Agecanonix sont absents de ce film.

### Tournage
Le tournage a lieu,[réf. à confirmer], :
- En Hongrie (Pannonia Film Studio (en), Budapest)
- En Irlande (Cliffs of Moher, Wicklow, Comté de Wicklow, Drogheda, Brittas Bay (en))
- À Malte, (Kalkara-Mediterranean Film Studios)
- Au Québec

### Titre, distributeur et 3D
Après plusieurs mois sans nouvelle du film, les médias ont annoncé que le film serait disponible en 3D dans les salles équipées. De plus, ils annoncent qu’Astérix et Obélix : Mission Cléopâtre pourrait être converti en 3D et faire l'objet d'une nouvelle sortie en salles. De ce fait, le quatrième film a d'abord été intitulé Astérix chez les Bretons 3D. Fin 2010, le titre officiel du film devient Astérix et Obélix : God Save Britannia, en référence à l'hymne national God Save the Queen. D'autre part, le nouveau distributeur du film est Wild Bunch.

### Nouveau site Internet et changement du titre
Pendant le tournage du film en Hongrie, Laurent Tirard et Thierry Valletoux créent un blog intitulé Looking for Asterix, où le réalisateur poste toutes les semaines des photos de tournages et des anecdotes. Par ailleurs, il affirme dans ce blog qu'il a contracté un virus, ce qui oblige la production à arrêter le tournage pour une courte durée. Quelque temps après le retour du réalisateur sur le plateau du film, le titre du prochain film d'Astérix est changé. En effet, en juillet 2011, on apprend que le titre du film est devenu Astérix et Obélix : Au Service de sa Majesté pour faire référence au film de James Bond Au service secret de Sa Majesté (sorti en 1969), avec George Lazenby dans le rôle de l'agent secret.

## Accueil

### Critiques
En France, le film obtient une note moyenne de 3,2⁄5 sur le site Allociné, qui recense 27 titres de presse.
Si le film ne fait pas l'unanimité parmi les critiques de cinéma, la réception de ce quatrième opus est meilleure que celle du précédent. Ainsi, certains critiques reconnaissent la qualité de l'humour, du scénario et des dialogues, des acteurs (particulièrement Édouard Baer et Gérard Depardieu) et des actrices (Catherine Deneuve et Valérie Lemercier), et l'utilisation de la 3D. À l'inverse, d'autres trouvent le film trop sage.
Sur Allociné, l'accueil est beaucoup plus mitigé de la part des spectateurs, avec 67 % des critiques spectateurs donnant entre 0 et 2 étoiles au film (sur 5 possibles) et une note moyenne de 1,7⁄5. De son côté, l'un des pères d'Astérix, Albert Uderzo, se réjouit que le film donne à Astérix et à Obélix les rôles principaux, alors qu'ils étaient de simples faire-valoir dans le précédent opus.

### Box-office
| Pays ou région | Box-office        | Date d'arrêt du box-office | Nombre de semaines |
| -------------- | ----------------- | -------------------------- | ------------------ |
| France         | 3 820 404 entrées | 15 janvier 2013            | 13                 |

Diffusé à sa sortie sur 763 écrans en France, le film a enregistré 120 000 entrées le jour de sa sortie, ce qui est très en dessous des démarrages des épisodes précédents. En fin d'exploitation, le film a enregistré 3 820 404 entrées en treize semaines d'exploitation, alors qu'il avait attiré 1 132 279 spectateurs en première semaine ; il prend finalement la 9e place du box office 2012 en France. Avec moins de 4 millions de spectateurs en salles, Astérix et Obélix : Au service de Sa Majesté est un échec commercial pour Fidélité Productions ; il devait attirer au moins 6 millions de spectateurs pour amortir l'investissement. Ce score est de fait très en-dessous de tous les autres volets des aventures d'Astérix et Obélix au cinéma, derrière Astérix aux Jeux olympiques (6,8 millions d'entrées), Astérix et Obélix contre César (8,7 millions d'entrées), et très loin des 14,3 millions d'entrées d'Astérix et Obélix : Mission Cléopâtre de Alain Chabat.
À l'étranger, le film a passé le cap du million d'entrées.

## Éditions en vidéo
- Date de sortie DVD : 20 février 2013